# 토타니 키미토
토타니 키미토(戸谷公人, 1990년 5월 7일 ~)는 일본의 배우 겸 성우이다. 도쿄 도 출신, 프리랜서 소속. 성우 토타니 코지의 아들이다.

## 약력
2005년에 아뮤즈에서 남성을 대상으로 한 <제 1회 아뮤즈 왕자님 오디션>에서 응모자 5000명 중에서 준 그랑프리를 수상하며 배우로 먼저 데뷔했다. 
가면라이더 디케이드에서 가면라이더 디엔드=카이토 타이키 역으로 주목받았다. 본인은 카이토의 이미지를 잡는 것이 힘들어서 고생하다가 결국 루팡 3세와 하나자와 루이를 섞은 느낌으로 연기했다고 한다. 가면라이더에서 기억에 남았던 일은 쇼커의 전투원 옷을 입은 일. 역사가 있는 옷이기 때문이라고 한다.
해보고 싶은 역할은 연애 드라마나 영화에서 애달픈 연인의 역이라고 한다. 기존 드라마에서는 '꽃보다 남자'의 히나자와 루이 역을 해보고 싶다고 한다.
2018년 11월 30일에는 오랫동안 몸담았던 어뮤즈를 퇴사하고 하루 뒤, 생전 아버지 토타니 코지가 재작했던 아오니 프로덕션으로 이적했다. 
2022년 8월 1일에 아오니 프로덕션을 퇴사한 뒤, 프리랜서로 전향했다고 자신의 트위터에 올렸다. 그 후 유튜브에 라이브 스트리밍 채널을 만들었다.

## 인물
- 미우라 하루마와는 고교 시절 같은 반이었다.
- 사용하는 향수는 D&G의 THE ONE이라는 제품.
- 애칭은 키미쨩. 이노우에 마사히로도 이렇게 부른다고 한다.
- 공식 홈페이지 취미란에 애완동물이 들어가 있을 정도로 동물을 좋아한다. 현재 강아지 5마리, 고양이 1마리, 앵무새 1마리와 함께 사는 중.
- 한자 검정 2급 보유자라고 한다.
- 점차 아버지 토타니 코지를 닮아가고 있다.

## 출연작

### 드라마
- 가면라이더 디케이드 - 카이토 타이키 / 가면라이더 디엔드

### 영화
- 극장판 초 가면라이더 덴오&디케이드 NEO 제네레이션즈 도깨비섬의 전함 - 카이토 타이키 / 가면라이더 디엔드
- 극장판 가면라이더 디케이드 올 라이더 대 대쇼커 - 카이토 타이키 / 가면라이더 디엔드
- 가면라이더 × 가면라이더 W & 디케이드: MOVIE 대전 2010 - 카이토 타이키 / 가면라이더 디엔드
- 가면라이더X3 THE MOVIE - 초덴오 트릴로지 에피소드 옐로 보물DE엔드 파이리츠 - 카이토 타이키 / 가면라이더 디엔드
- 가면라이더X슈퍼전대 슈퍼 히어로 대전 - 카이토 타이키 / 가면라이더 디엔드
- 지오 NEXT TIME 게이츠, 마제스티 - 카이토 타이키 / 가면라이더 디엔드